# بيمستر
بيمستر Beemster  هي مدينة وبلدية بمقاطعة شمال هولندا، هولندا. أيضا بيمستر هي أول ما يسمى بالأرض المستصلحة من البحر في هولندا التي استصلحت من بحيرة، وتم استخراج المياه من البحيرة بواسطة الطواحين الهوائية. وتم تجفيف بيمستر خلال الفترة من 1609 إلى 1612. وظلت محافظة على مناظرها الطبيعية بشكل جيد من حقول وطرق وقنوات وسدود ومستوطنات، التي وضعت وفقاً لمبادئ التخطيط الكلاسيكي وعصر النهضة. وهناك شبكة من القنوات توازي شبكة الطرق في بيمستر. ويقابل الشبكات: يتم تعويض القنوات المغذية أكبر بحوالي كيلومتر واحد من الطرق الكبيرة.

## طوبوغرافيا
خريطة طوبوغرافية هولندية لبلدية بيمستر، يونيو 2015، (تقرأ بعد ثلاث نقرات على الخريطة).

## معرض صور

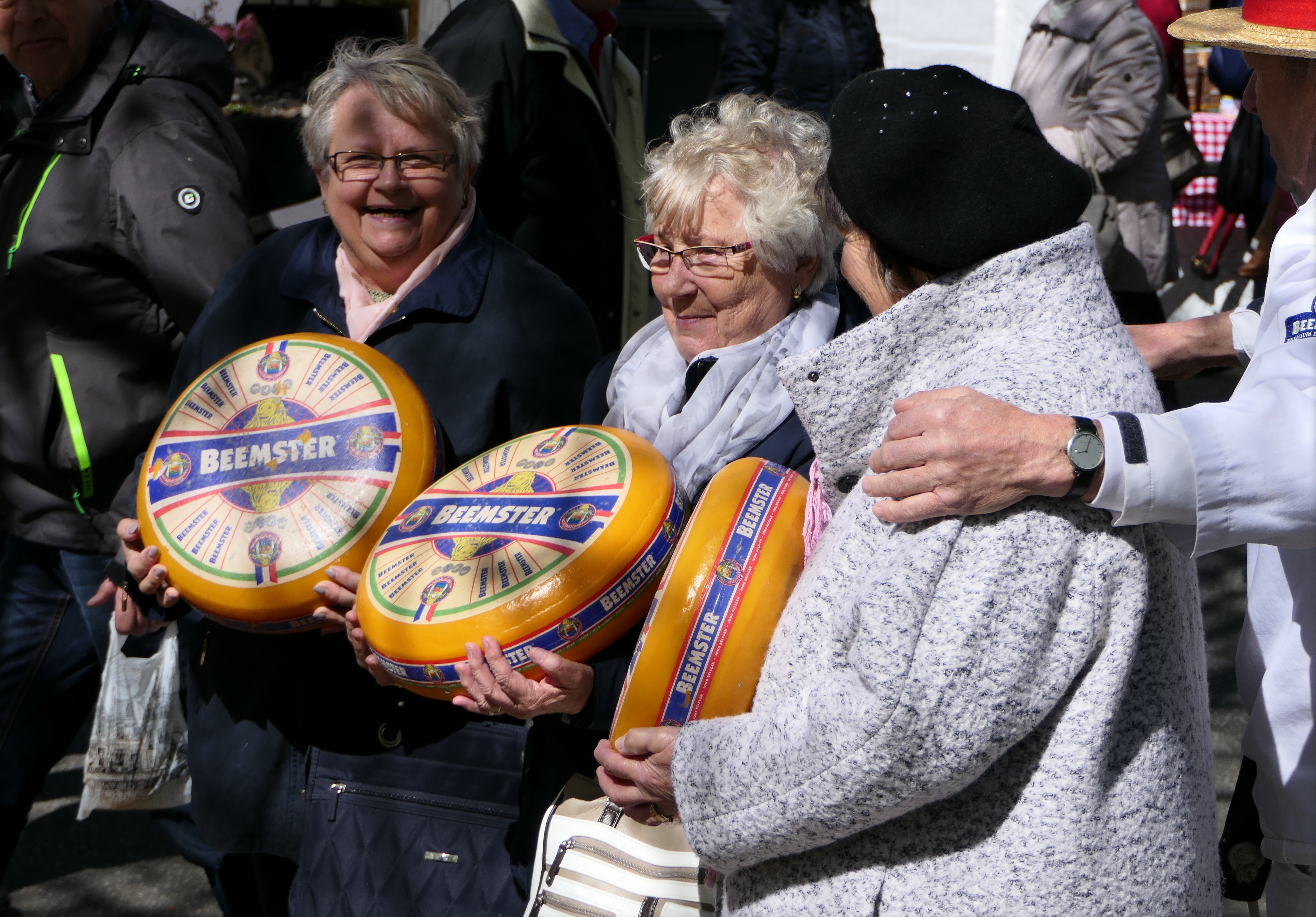
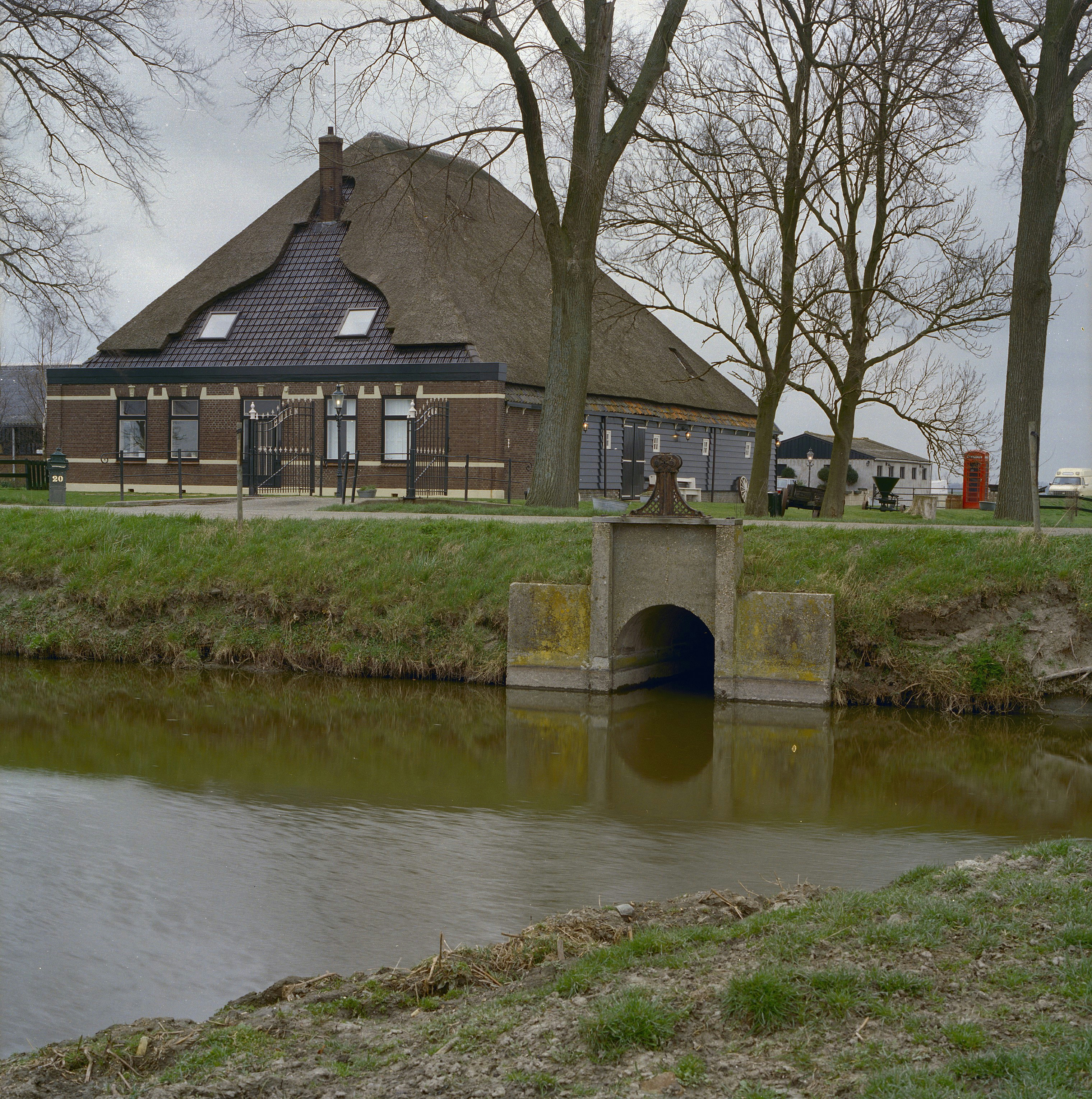
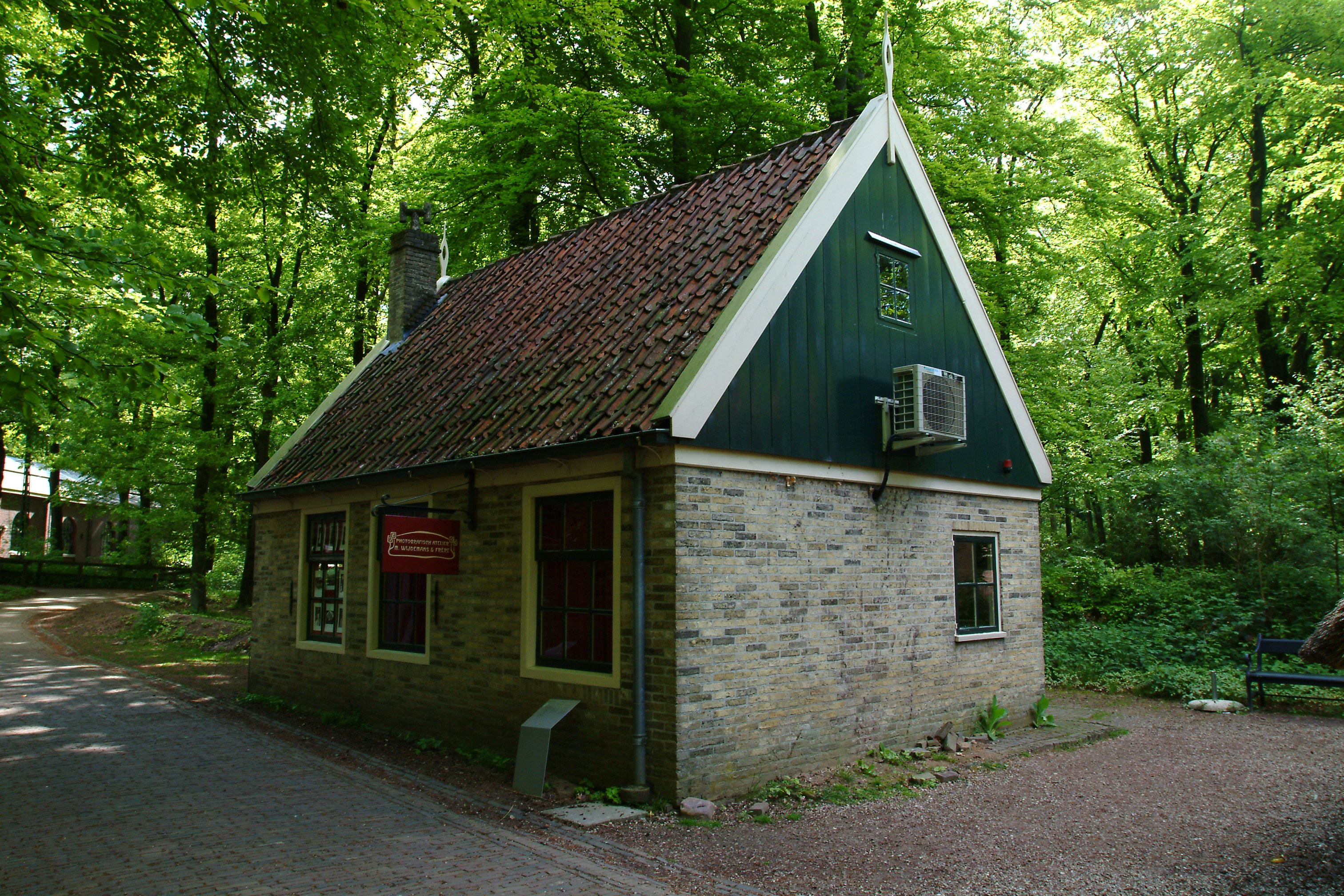
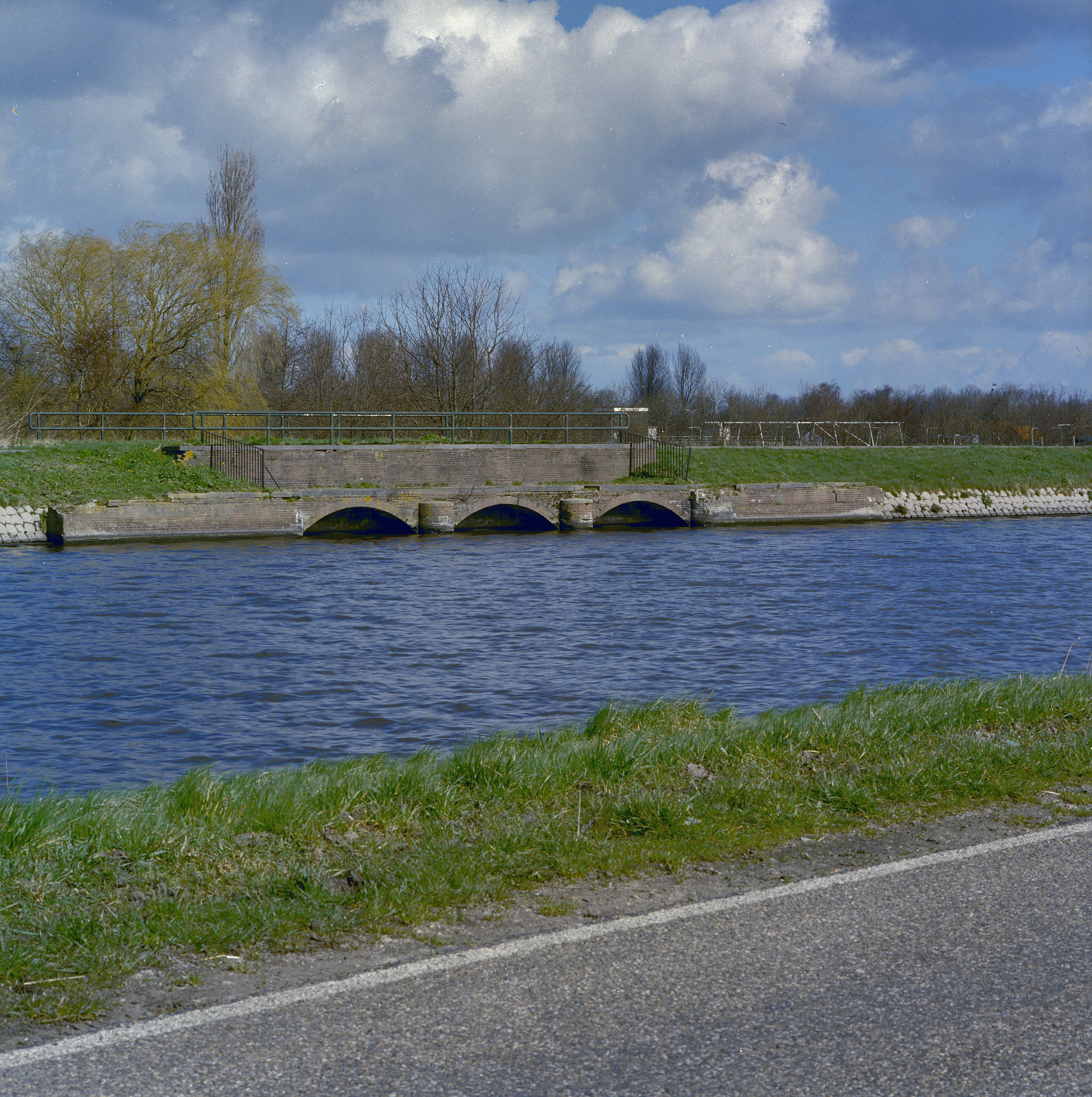